# STS-93

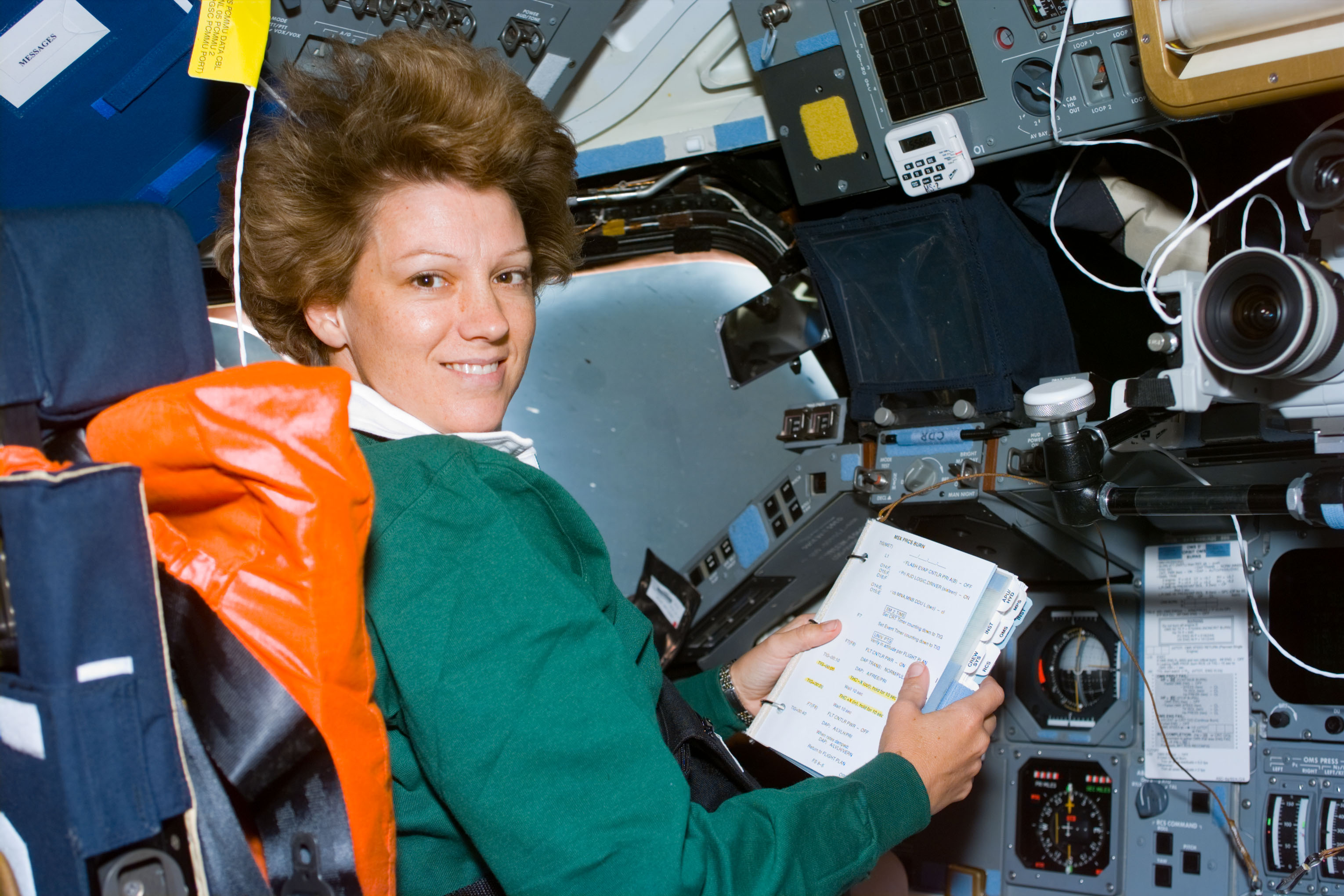
Astronautka Eileen M. Collins przegląda listę kontrolną procedur w pierwszym dniu lotu

STS-93 – dwudziesta szósta misja amerykańskiego wahadłowca kosmicznego Columbia, na pokładzie którego na orbitę wyniesiony został kosmiczny teleskop Chandra. Po raz pierwszy dowódcą misji była kobieta – Eileen Marie Collins. Był to dziewięćdziesiąty piąty lot programu lotów wahadłowców.

## Załoga
źródło
- Eileen M. Collins (3)*, dowódca (CDR)
- Jeffrey S. Ashby (1), pilot (PLT)
- Steven Hawley (5), specjalista misji (MS2)
- Catherine G. "Cady" Coleman (2), specjalista misji (MS1)
- Michel Tognini (CNES) (2), specjalista misji (MS3) (Francja)

*(w nawiasie podano liczbę lotów odbytych przez każdego z astronautów)

## Parametry misji
- Masa:
  - startowa orbitera: 122 536 kg
  - lądującego orbitera: 99 783 kg
  - ładunku: 22 781 kg
- Perygeum: 260 km[4]
- Apogeum: 280 km[4]
- Inklinacja: 28,5°[4]
- Okres orbitalny: 89,9 min[4]

## Cel misji
Umieszczenie na orbicie obserwatorium rentgenowskiego Chandra (Chandrasekhar X-Ray Observatory).